# Ottensener Industriebahn 3
Die Schmalspur-Trambahnlokomotive Ottensener Industriebahn 3 wurde von der Lokomotivfabrik Borsig für die Ottensener Industriebahn hergestellt. Sie wurde 1910 in Dienst gestellt und war die erste Dampflokomotive der Gesellschaft. Die Einsatzdaten der Lok sind nicht genau belegbar, vermutlich wurde sie vor 1945 ausgemustert.

## Geschichte
Vor 1910 hatte die Ottensener Industriebahn 1904 und 1905 zwei Motorlokomotiven zum Verschub der Güterwagen auf den Schmalspurgleisen gekauft.
Lokomotiven dieses Typs sollen bereits 1898 produziert worden sein. Stückzahl und Empfänger sind nicht bekannt.
Die Lokomotive hatte einen stehenden Kittel-Kessel und dadurch einen geringen Achsstand, ein gedrungenes Äußeres und so gut wie keine überhängenden Massen. Die Bedienelemente waren doppelt vorhanden, sodass der Lokführer den Bedienplatz bei Fahrtrichtungsänderung wechseln konnte. Die Lokomotive hatte eine doppelt übereinander liegende Zug- und Stoßeinrichtung, um normalspurige Güterwagen sowohl direkt als auch auf Rollböcken aufgesetzt zu kuppeln. Mit einer weiteren Kuppelmöglichkeit konnten einzelne Rollböcke mit einer Stange gekuppelt werden.
1925 stand sie noch in Betrieb, danach sind keine Daten mehr zu finden. Vermutlich kann davon ausgegangen werden, dass die Lok 3 schon vor 1945 ausgemustert wurde.

## Technik
Die Kastenlokomotive war vollständig verkleidet. Für die Wartung des Triebwerks besaß sie in den Seitenwänden zahlreiche Klappen. Der Außenrahmen enthielt einen Wasserbehälter mit einem Fassungsvermögen von 0,75 m³.
Der äußere Mantel des Stehkessels war an seinem unteren Ende mit einem Bodenring verbunden. Durch seine Bauart hatte der Kessel einen großen Wasserraum und war wie bei den Dampftriebwagen für eine rasche Dampfentwicklung geeignet. Unter dem Kessel war der Aschkasten, dessen Klappe vom Führerstand aus betätigt werden konnte. Ein Sieb sollte das Herausfallen von Kohlestücken verhindern.
Durch die Bauform des Kessels hatte das Bedienpersonal eine gute Übersicht auf die Strecke. Die Zylinder lagen außerhalb zwischen Rahmen und Verkleidung, dadurch wurden die Wartungsarbeiten erleichtert. Die Kraft wurde über Treib- und Kuppelstangen sowie Hallschen Kurbeln auf die Achsen übertragen.
Der Abdampf der Lok wurde in einen auf dem Dach montierten Kondensator geleitet. Nach Durchströmen der mehrfach gekrümmten Rohrbündel wurde er in den Wasserbehälter zurückgeführt.
Sowohl seitlich als auch an den Stirnwänden war die Lokomotive rundum mit zu öffnenden Glasfenstern verschlossen. Durch das Stirnwand-Schiebefenster erfolgte die Auffüllung der beiden 0,6 m³ fassenden Kohlekästen. Die Lokomotive war mit einer Pfeife sowie einem Läutewerk der Bauart Latowski ausgestattet.